# Посёлок Чулочно-носочной фабрики
Посёлок чулочно-носочной фабрики — посёлок в Карсунском районе Ульяновской области, входит в состав Карсунского городского поселения.

## География
Находится на расстоянии примерно 3 километра по прямой на юг от районного центра поселка Карсун.

## Население
| 2010 |
| ---- |
| 288  |

Население:
- на 1996 год - 396 человек[2]
- в 2002 году составляло 284 человека (русские 95 %)[3].

## Инфраструктура
Чулочно - носочная фабрика (не действует).